# Élisabeth Brasseur
Pour les articles homonymes, voir Brasseur.
Élisabeth Brasseur est une chef de chœur française, née à Verdun le 8 janvier 1896 et morte à Versailles le 23 novembre 1972. Elle fonde en 1920 une chorale, qui porte son nom depuis 1943.

## Biographie

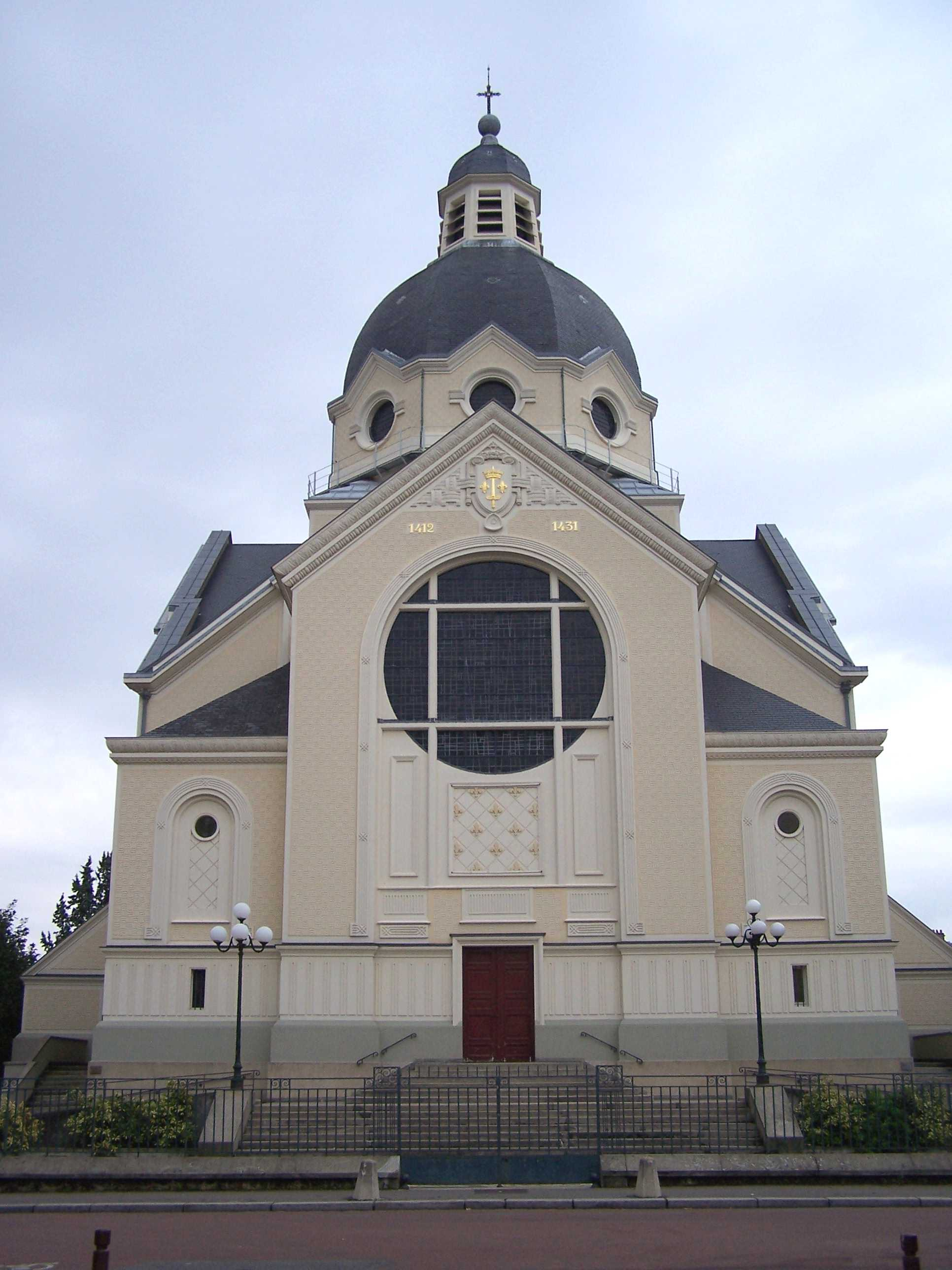
Église Sainte-Jeanne-d'Arc de Versailles, Place Élisabeth-Brasseur.

Marie Josèphe Jeanne Élisabeth Brasseur est née à Verdun, en Lorraine, de Jean Marie Joseph Brasseur, entrepreneur de transports, et Marguerite Maria Grosjean. C'est du côté maternel que lui vient le goût pour la musique, puisque son grand-père Ernest Grosjean était organiste de la Cathédrale Notre-Dame de Verdun. C'est avec lui qu'elle commence à étudier la musique. Elle poursuit ses études de chant et de piano au Conservatoire de Versailles.
À partir de 1920, elle fonde à Versailles la Chorale féminine de l'église Sainte-Jeanne d'Arc, qui devint mixte par la suite et prit le nom de Chorale Élisabeth Brasseur en 1943. Cette formation devait devenir l'une des plus illustres formations chorales d'après-guerre.
Sous la direction d'André Cluytens, elle dirigea le chœur du Festival d'Aix-en-Provence dans une production de Mireille de Charles Gounod. Avec Pierre Dervaux, elle dirigea le Chœur du Conservatoire de Paris dans une production de Didon et Enée de Henry Purcell au Festival d'Aix-en-Provence en 1960, qui fut enregistrée au disque.
Pour sa longue contribution à la musique chorale, la ville de Versailles où elle demeura jusqu'à sa mort le 23 novembre 1972 a nommé une place en son honneur, la place Élisabeth-Brasseur où se trouve l'église Sainte-Jeanne d'Arc dans laquelle elle fonda sa première chorale.

## Enregistrements
Voir les enregistrements avec la chorale Élisabeth Brasseur dans l'article dédié.
- Charles Gounod : Mireille, chœurs du Festival d'Aix-en-Provence, chef de chœur : Elisabeth Brasseur, Orchestre de la Société des concerts du Conservatoire, dir. André Cluytens (Grand Prix du disque de l'Académie Charles-Cros)
- Henry Purcell : Didon et Enée, Orchestre de la société des concerts du conservatoire, dir. Pierre Dervaux, Chœur du Conservatoire de Paris dirigé par Élisabeth Brasseur, Festival d'Aix-en-Provence, éd. Walhall; 1960
- Jean-Philippe Rameau : Hippolyte et Aricie, Orchestre de la société des concerts du conservatoire, dir. Jacques Jouineau, direction artistique Gabriel Dussurget, chœurs Elisabeth Brasseur, dir. Élisabeth Brasseur. Cour d'honneur du Palais Soubise Festival du Marais 1964.